# 従軍
従軍（じゅうぐん）は、作戦行動中の軍隊に付き従うこと。軍人自体についても言うが、軍属について言うことも多い。

## 概要
大日本帝国陸軍及び大日本帝国海軍では従軍記章は、軍人・軍属の区別なく与えられた。
また、軍人・軍属に限らず軍隊に随伴する者には「従軍」の呼称がつけられることがある。この場合、「従軍」とは文字通り「軍隊に随伴する者」を指し、身分は軍人・軍属ではなく「軍隊に随伴する民間人」もしくは「軍隊に随伴する軍人・軍属以外の公務員」である。

## 主な従軍職種
- 従軍聖職者 - アメリカ軍では総称としてMilitary Chaplain（従軍チャプレン）と呼ぶ。
  - 従軍牧師・従軍神父
  - 従軍僧侶
  - 従軍ラビ
  - 従軍イマーム

- 従軍記者・従軍カメラマン
- 従軍医師（軍医#関連項目）
- 従軍看護婦（従軍看護師）